# Шанъи
Шанъи́ (кит. упр. 尚义, пиньинь Shàngyì) — уезд городского округа Чжанцзякоу провинции Хэбэй (КНР).

## История
В 1936 году эти места были захвачены Японией, и марионеточными властями был создан уезд Шанъи, который в 1939 году вошёл в состав марионеточного государства Мэнцзян.
В 1949 году был создан Северочахарский специальный район (察北专区), и уезд вошёл в его состав. В 1952 году провинция Чахар и Северочахарский специальный район были расформированы, и уезд перешёл в состав Специального района Чжанцзякоу (张家口专区) провинции Хэбэй. В мае 1958 года Специальный район Чжанцзякоу был расформирован, и эти земли были подчинены непосредственно администрации города Чжанцзякоу, но в мае 1961 года Специальный район Чжанцзякоу был воссоздан в прежнем формате. В декабре 1967 года Специальный район Чжанцзякоу был переименован в Округ Чжанцзякоу (张家口地区).
1 июля 1993 года город Чжанцзякоу и округ Чжанцзякоу были объединены в Городской округ Чжанцзякоу.

## Административное деление
Уезд делится на 6 посёлков и 8 волостей.

## Экономика
Развиты сельское хозяйство, животноводство, ветряная и солнечная энергетика. По состоянию на апрель 2023 года установленная мощность ветряных электростанций в Шанъи достигла 3,31 млн кВт, солнечных электростанций – 1,06 млн кВт. По состоянию на июнь 2025 года мощность объектов ветровой энергетики достигла 4,66 млн кВт, а солнечной — 4,21 млн кВт.